# Richard Gunn
Pour les articles homonymes, voir Gunn.
Richard Gunn est un boxeur anglais né le 16 février 1871 et mort le 23 juin 1961 à Londres.

## Carrière
Trois fois champion britannique amateur des poids plumes en 1894, 1895 et 1896, il devient douze ans plus tard champion olympique de la catégorie aux Jeux de Londres après sa victoire en finale contre son compatriote Charles Morris. À 37 ans, il est le plus vieux boxeur à avoir remporté les Jeux olympiques.

## Parcours auxJeux olympiques
Jeux olympiques d'été de 1908 à Londres (poids plumes) :
- Bat Edmond Poillot (France) par KO au 2e round
- Bat Thomas Ringer (Grande-Bretagne) aux points
- Bat Charles Morris (Grande-Bretagne) aux points